# Municipio de Three Rivers
El municipio de Three Rivers (en inglés: Three Rivers Township) es un municipio ubicado en el condado de Spink en el estado estadounidense de Dakota del Sur. En el año 2010 tenía una población de 91 habitantes y una densidad poblacional de 0,98 personas por km².

## Geografía
El municipio de Three Rivers se encuentra ubicado en las coordenadas 44°56′27″N 98°32′00″O / 44.94083, -98.53333. Según la Oficina del Censo de los Estados Unidos, el municipio tiene una superficie total de 93.18 km², de la cual 93,18 km² corresponden a tierra firme y (0 %) 0 km² es agua.

## Demografía
Según el censo de 2010, había 91 personas residiendo en el municipio de Three Rivers. La densidad de población era de 0,98 hab./km². De los 91 habitantes, el municipio de Three Rivers estaba compuesto por el 98,9 % blancos, el 1,1 % eran asiáticos. Del total de la población el 0 % eran hispanos o latinos de cualquier raza.